# Ivalojoki

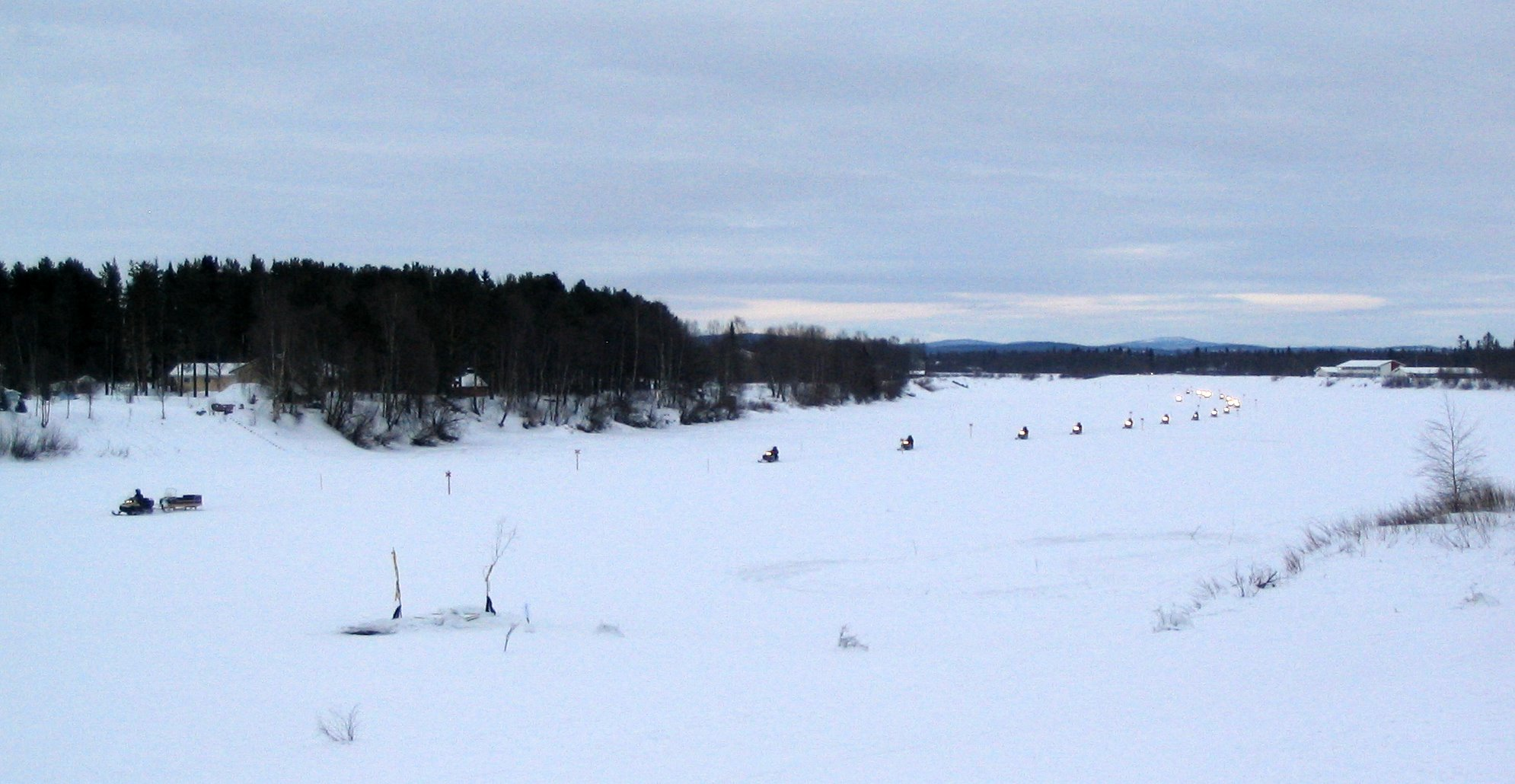
Snöskoterkaravan på en frusen Ivalojoki, mars 2007.

Ivalojoki (nordsamiska: Avviljohka, enaresamiska: Avveeljuuhâ) är en älv i Lappland i Finland. Dess källa ligger vid gränsen mot Norge och den rinner ut i Enare träsk. Älven är 187 kilometer lång.
Största delen av älvens lopp ligger inom Hammastunturi ödemarksområde.
Ivalojoki har förekomster av guld i flodbädden, och på 1870- och 1880-talen pågick livlig guldvaskning i älven. Det första fyndet gjordes av statens forskningsexpedition år 1868 och Kronans station byggdes 1870, då också den av kronan övervakade guldvaskningen inleddes.
Älven kan användas för kanotfärder från Ivalon Matti nedströms. Ledens längd från Kuttura (den enda byn med bosättning året om i ödemarksområdet) till älvens utlopp i Ivalo är 70 km. På denna sträcka finns trettio forsar och fallhöjden är 82,5 meter.